# Королевская лесная академия (Эберсвальде)
Королевская лесная академия в Эберсвальде — учебное заведение в Германии, основанное как высшая школа лесоводства в 1830 году; с 1992 года — Университет прикладных наук Эберсвальде, с 2010 года — Университет устойчивого развития Эберсвальде.

## История
Обучение лесоводству в Эберсвальде началось в 1830 году. Прежде, в 1821 году по инициативе Георга Людвига Гартига при Берлинском университете была основана академия лесного хозяйства. Первым директором её был назначен Вильгельм Пфайль. В 1830 году она была, как Высшая школа лесоводства, переведена в Эберсвальде, где для неё был приобретён двухэтажный дом, построенный в 1793 году для банкира и владельца металлургического завода Давида Шиклера (нем.).
Лекции начали читаться 1 мая 1830 года. Первоначально их читали профессора Вильгельм Пфайль, Фридрих Вильгельм Шнайдер (нем.) и Юлий Теодор Кристиан Ратцебург. Из Берлина в Эберсвальде переехали 25 студентов, были приняты ещё 15 человек. В Эберсвальде переехали не все студенты и преподаватели; Георг Людвиг и Теодор Гартиг продолжали читать лекции по лесному хозяйству в Берлинском университете до 1838 года.
В 1868 году Школа лесоводства была переименована в Лесную академию Эберсвальде. В 1921 году она была преобразована в лесотехнический университет с правом присуждения докторских степеней.
В 1830 году при академии был открыт Лесной ботанический сад Эберсвальде (нем.). До сих пор этот сад площадью 8 гектаров, один из старейших в Европе, используется для практических занятий студентов. Здесь произрастает более 1200 групп деревьев со всего мира, коллекция местных и зарубежных деревьев и кустарников, редкие местные растения, находящиеся под угрозой исчезновения. К особенностям также относятся специальные объекты. В саду расположено здание с оранжереей, лабораторными и офисными помещениями, библиотекой и обширной коллекцией образцов древесины.